# Cis fasciculosus
Cis fasciculosus là một loài bọ cánh cứng trong họ Ciidae. Loài này được Champion mô tả khoa học năm 1922.